# Donald Davidson
Donald Herbert Davidson (Springfield, Massachusetts, 6 de marzo de 1917 - Berkeley, California, 30 de agosto de 2003) fue un filósofo estadounidense de orientación analítica. Fue conocido por su carismática personalidad, así como por la profundidad y dificultad de su pensamiento. 
A partir de la década de 1960, su figura se hizo prominente en la comunidad filosófica analítica, debido, sobre todo, a sus contribuciones en los campos de la semántica, la teoría de la acción y la epistemología. En el epígrafe de Inquiries into Truth and Interpretation, volumen recopilatorio de sus artículos más importantes en filosofía del lenguaje, Davidson reconoce su deuda intelectual con W. V. Quine, a cuyo nombre también podría sumarse los de Alfred Tarski, C. I. Lewis, F. P. Ramsey y Ludwig Wittgenstein.[cita requerida]

## Biografía
Davidson cursó los estudios de pregrado y maestría en la Universidad de Harvard, obteniendo en 1941 el grado de magíster en filosofía clásica. En el periodo de 1942 a 1945, participó en la Segunda Guerra Mundial como miembro de la Armada Estadounidense en el Mar Mediterráneo. En 1949 obtuvo el grado de doctor en la misma universidad con una tesis sobre el Filebo de Platón. De 1951 a 1967, durante dieciséis años, trabajó en la Universidad de Stanford. Luego, se desempeñó como catedrático en la Universidad de Princeton (1967-1970), la Universidad Rockefeller (1970-1976) y la Universidad de Chicago (1976-1981). De 1981 hasta su muerte en el año 2003 trabajó en la Universidad de California con sede en Berkeley.
Falleció en 2003 a consecuencia de un paro cardíaco repentino, después de una cirugía de rodilla. 
Davidson ha sido un pensador muy influyente y ha sido reconocido como influencia a las ideas de John McDowell.[cita requerida]

## Críticas
El filósofo esloveno Slavoj Žižek ha criticado la idea, desarrollada ampliamente por Davidson en Essays on Actions and Events, de que "los actos humanos son racionalmente intencionales y explicables en términos de las creencias y los deseos del agente". Žižek arguye contra Davidson que tal postura acaba atribuyéndole al otro "las creencias más ridículas [···] como explicación racional de por qué está haciendo lo que hace".

## Publicaciones
Ensayos y conferencias
- Actions, Reasons, and Causes. In: The Journal of Philosophy LX 1963: 685-700

- The Method fo Extension and Intention. In: The Philosophy of Rudolf Carnap. Ed. v. Paul Schilpp. La Salle/Illinois 1963, pp. 311-350

- The Logical Form of Action Sentences. Conferencia 1966. In: The Logic of Decision and Action. Ed. v. Nicholas Rescher, Pittsburgh, 1967, pp. 81-120

- Truth and Meaning. In: Synthese 17 1967: 304-323

- Causal Relations. Conferencia 1967. In: The Journal of Philosophy LXIV 1967: 691-703

- True to the Facts. Conferencia 1969. In: The Journal of Philosophy 66 ( 21) Sixty-Sixth Annual Meeting of the Am. Philosophical Assoc. Eastern Division (6 de nov. 1969): 748-764

- On Saying That. In: Words and Objections. Essays on the Work of W.V. Quine.. Ed. con Jaakko Hintikka. Dordrecht 1969: 158-174

- Events as Particulars. In: Nous, IV 1970: 25-32

- Eternal vs. Ephemeral Events. In: Noûs 5 ( 4) (nov. 1971): 335-349

- The Individuation of Events. In: Essays in Honor of Carl Hempel. Ed. v. Nicholas Rescher. Reidel, Dordrecht 1970: 216-234

- Agency. Vortrag 1968. In: Agent, Action and Reason. Ed. v. Robert Binkley, Richard Bronaugh, Ausonio Marras, Toronto 1971: 3-25

- Mental Events. Ciclo de Conferencias 1968/69). In: Experience and Theory. Ed. v. Lawrence Foster u. J.W. Swanson. Boston 1971: 79-101

- The Material Mind. Conferencia 1971. In: Kongreßakten zum 4. Internationalen Kongreß für Logik, Methodologie und Philosophie der Wissenschaften in Bukarest, 1973

- In Defense of Convention T In: Truth, Syntax and Modality. Ed. v. H. Leblanc. Ámsterdam 1973: 76-85

- What Metaphors Mean. Conferencia 1978. In: Critical Inquiry 5/1978: 31-47

- Epistemology and Truth. Conferencia 1987. In: Kongreßakten der Universidad Nacional de Córdoba 1988

- Three Varieties of Knowledge. In: A. Phillips Griffiths (ed.) A.J. Ayer Memorial Essays. Royal Institute of Philosophy Supplement 30, Cambridge University Press 1991

- The Emergence of Thought. Conferencia 1993. In: Erkenntnis 51/1999: 7-17

Antologías
- Essays on Actions and Events. Oxford University Press, Oxford 1980

- Inquiries into Truth and Interpretation, Oxford University Press, Oxford 1984

- Mente, mundo y acción. Paidós / UAB, Barcelona 1992

- Der Mythos des Subjektiven. Philosophische Essays. Reclam, Stuttgart 1993 ISBN 3-15-008845-3

- Subjective, Intersubjective, Objective. Oxford University Press, Oxford 2001

- Problems of Rationality: Philosophical Essays Oxford University Press, Oxford 2004

- Truth, Language, and History. Philosophical Essays. Oxford University Press, Oxford 2005

- Wozu Wahrheit? Eine Debatte. Donald Davidson u. Richard Rorty. Ed. v. Mike Sandbothe. Suhrkamp, Frankfurt am Main 2005 ISBN 978-3-518-29291-4

Monografías
- Plato's Philebus. (Disertación). Garland Publishing, New York 1990

- Truth and Predication. Harvard University Press, Harvard 2005 ISBN 0-674-01525-8